# Франсис Карко
Франсис Карко (фр. Francis Carco, настоящие имя и фамилия Франсуа Каркопино-Тюзоли; 3 июля 1886, Нумеа, Новая Каледония (заморская территория Франции) — 26 мая 1958, Париж) — французский писатель
, поэт, эссеист, журналист,
искусствовед, член Гонкуровской академии (Девятый куверт, 1937—1958).

## Биография
Сын французского чиновника пенитенциарной системы с Корсики. Двоюродный брат Ж. Каркопино. Вырос в Новой Каледонии. С 1897 года семья жила во Франции. После постоянных конфликтов с отцом юноша вращался в криминальной среде своего города. В Париже с 1910 года проводил время, в основном, в атмосфере борделей, проституток, воров и богемы. Зарабатывал на жизнь танцовщиком в небольших кабаре-шоу и пением в ночных барах.
Занимался журналистикой, основал несколько журналов. В литературе — с 1912 года.
Участник Первой мировой войны.
Его романы со временем сделали его одним из наиболее известных франкоязычных авторов межвоенного периода.
В 1937 году стал членом Гонкуровской академии. Во время войны жил в Швейцарии. После окончания Второй мировой войны вернулся во Францию.
В конце 1940-х годов Ф. Карко предложил учредить литературную Большую премию за лучшие романы полувека, которой в 1950 году были отмечены 12 романов, изданных за период с 1900 по 1950 год.
С 1948 года жил в Париже, где и умер от болезни Паркинсона. Похоронен на кладбище Баньё.

## Творчество
В 1912 году дебютировал книгой стихов La Bohéme et mon coeur. Первым романом автора стал «Jésus la Caille» (1914).
Черпал вдохновение в «мире Монмартра». Был типичным представителем богемы. Дружил с многими представителями литературы и искусства, в том числе Г. Аполлинером, М. Жакобом, Колетт, А. Модильяни, К. Мэнсфилд. Завсегдатай кабаре «Проворный кролик», который посещали Пикассо, Тулуз-Лотрек, П. Верлен, Ж. Риктюс, Ренуар, Утрилло и другие деятели искусства.
Творчество Ф. Карко отличается нервностью и остротой переживаний, иронией и импрессионистичностью языка. Основная тема его романов — жизнь низов современного Парижа, проституток, апашей, богемная жизнь Монмартра и Латинского квартала, а также воровское «дно» Парижа; в романе «L’équipe» (1921) писатель мастерски использует воровской жаргон. Изображаемая им социальная среда иногда переходит в своеобразный протест против социальных условий, порождающих представителей парижского «дна».
В 1926 году с пафосом изобразил певца богемы средневековья Франсуа Вийона — в романе-биографии «Le Roman de François Villon» , самом популярном произведении Карко, переведённом на многие языки.

## Избранные произведения
- «Иисус-Ветрогон»,
- «Банда»,
- «Гонимый человек»,
- La rue — «Улица», 1929
- «Туманы»
- «От Монмартра до Латинского квартала» (сборник), 1929
- «Поль Верлен»
- Rien qu’un femme — «Всего лишь женщина» (сборник)
- «Горестная история о Франсуа Вийоне»

## Награды
- Орден Почётного легиона
- 1922 — Большая премия Французской академии за роман «Загнанный человек» (L’Homme traqué)
- 1957 — Командор ордена искусств и литературы[5]